# Asplenium scolopendrium

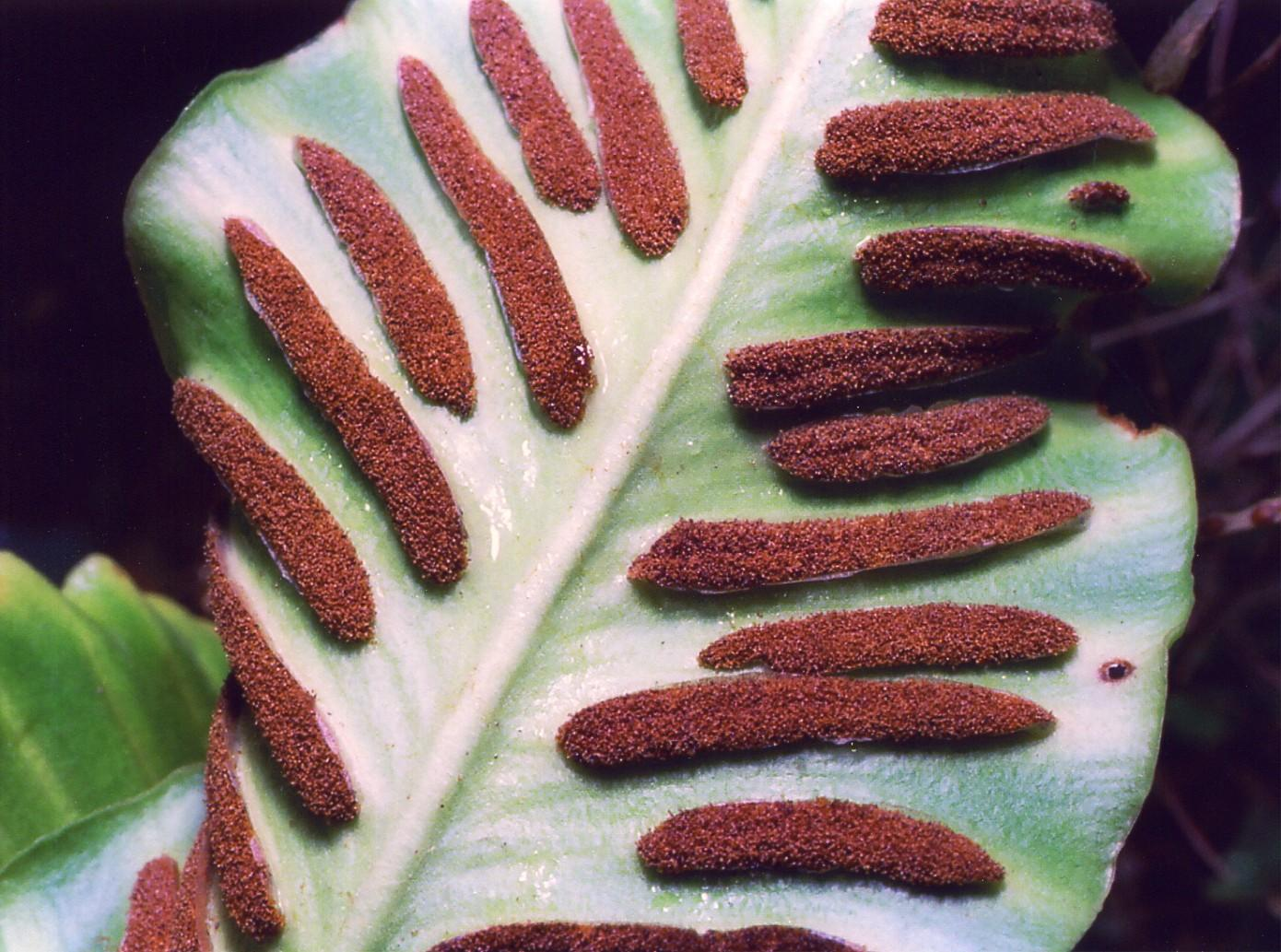
Soros com esporos.

Asplenium scolopendrium, comummente conhecida como língua-cervina, é uma espécie do género botânico Asplenium, da família da Aspleniaceae e pertence ao tipo fisionómico dos hemicriptófitos.
A espécie aparece frequentemente incluída no género Phyllitis com a designação de Phyllitis scolopendrium (L.) Newman.

## Nomes comuns
Dá ainda pelos seguintes nomes comuns: escolopendra, broeira, língua-cervina-dos-Açores, língua-de-vaca e língua-de-veado.  

## Descrição e taxonomia
Feto com frondes longas, com até 50–60 cm de comprimento e 5–6 cm de largura, inteiras e sem lóbulos. A ráquis é de cor castanho escura, espessa, com brilho ceroso. Nervuras bem marcadas, especialmente na página inferior do limbo.
Os soros são lineares, com 12–15 mm de comprimento, localizados na página inferior da fronde, inserido paralelamente às nervuras na parte distal, mas sem se aproximarem da margem da fronde.
A espécie integra o complexo Asplenium, mas por ter frondes inteiras é por vezes inserido no género Phyllitis. Ainda assim, é um feto facilmente identificável, pois as suas frondes não estão divididas e subdivididas em segmentos, como ocorre na quase totalidade das espécies deste tipo. O rizoma é alargado, recoberto de páleas de cor castanha.

## Distribuição
Espécie com distribuição na Macaronésia e sudoeste da Europa.
Encontra-se em Portugal continental, em todas as ilhas do arquipélago dos Açores, embora raro na ilha do Corvo, e ainda no arquipélago da Madeira.

### Ecologia
A. scolopendrium é uma espécie das áreas com elevada humidade atmosférica, preferindo habitats sombrios e abrigados, onde a humidade relativa do ar se aproxime frequentemente da saturação. Ocorre em geral acima dos 400 m de altitude (mais alto nas regiões com clima mediterrânico mais marcado), em ravinas ou em bosques densos. Quando a humidade do ar seja suficientemente elevada, apresenta comportamento epilítico, ocorrendo em fissuras de rochas, em especial nos recessos sombrios das escoadas de lava.
A dependência em relação ao ensombramento tornam a espécie vulnerável à desflorestação, mas permite a sua sobrevivência em associação com espécies invasoras, entre as quais o Pittosporum undulatum. O tamanho das suas frondes e a preferência por habitats hiper-húmidos leva a que seja frequente a presença de hepáticas epífilas sobre as plantas.
As populações de A. scolopendrium são em geral pouco numerosas e esparsas, aparecendo em geral associadas às formações mais densas da laurissilva ou dos matos higrófilos. É comum a associação da espécie com o pteridófito Trichomanes speciosum e com diversos briófitos.

## Usos
Em infusão, é utilizada contra a diarreia e para reduzir as inflamacões intestinais. Em gargarejos é útil contra as inflamações da boca e garganta.

## Galeria

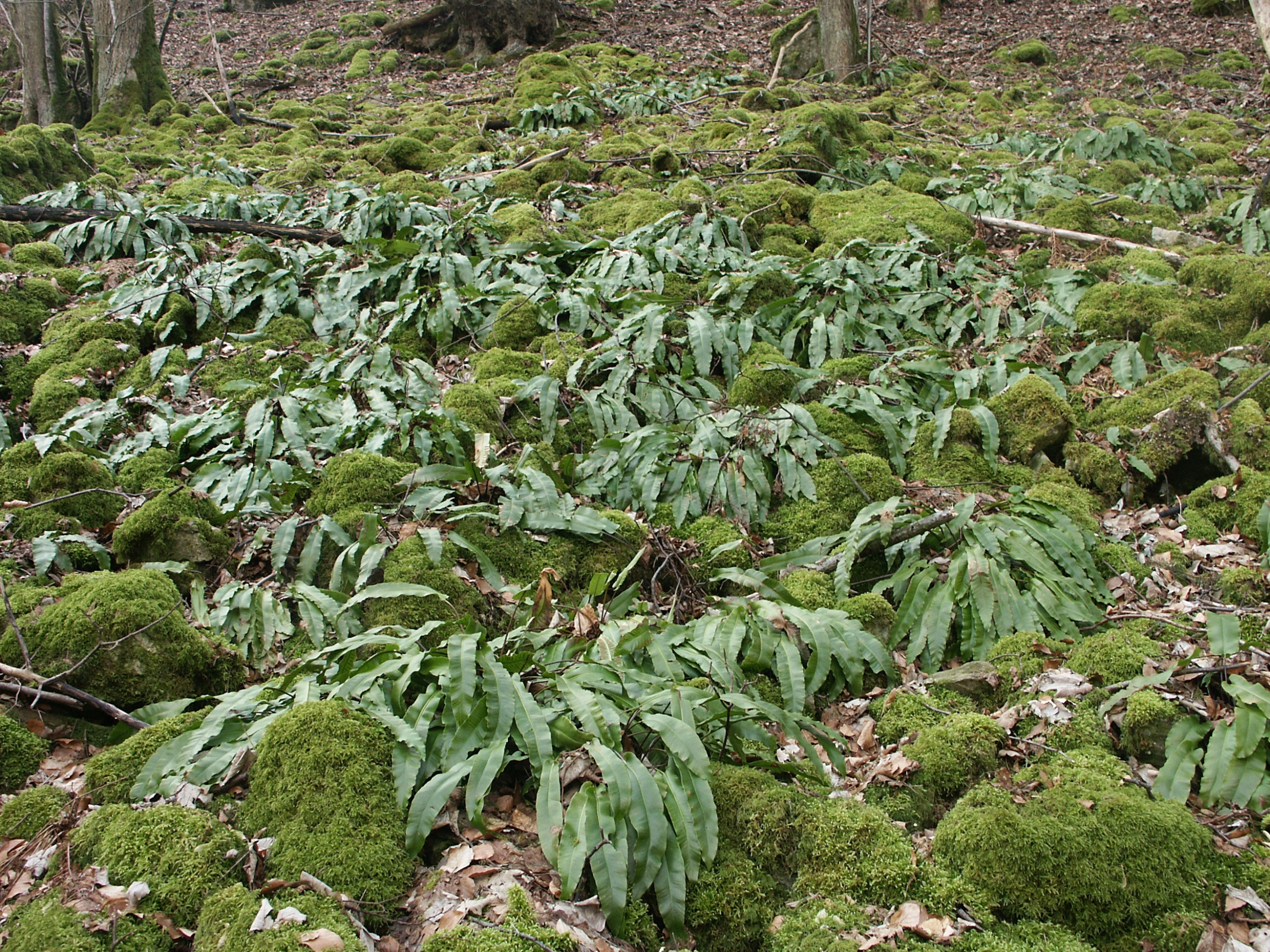
Habitat e hábito.
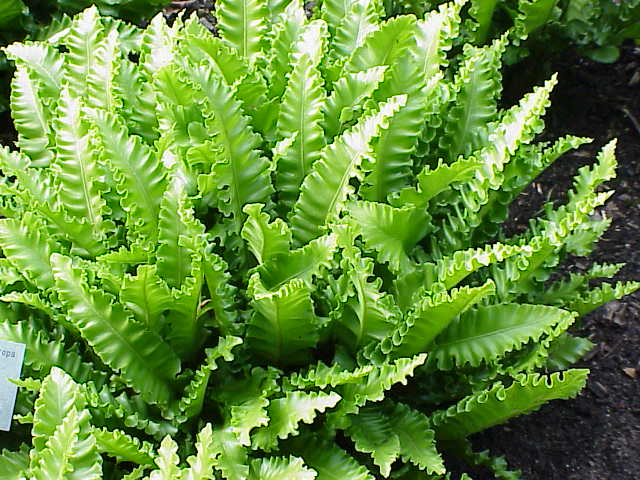
Um cultivar com frondes onduladas.
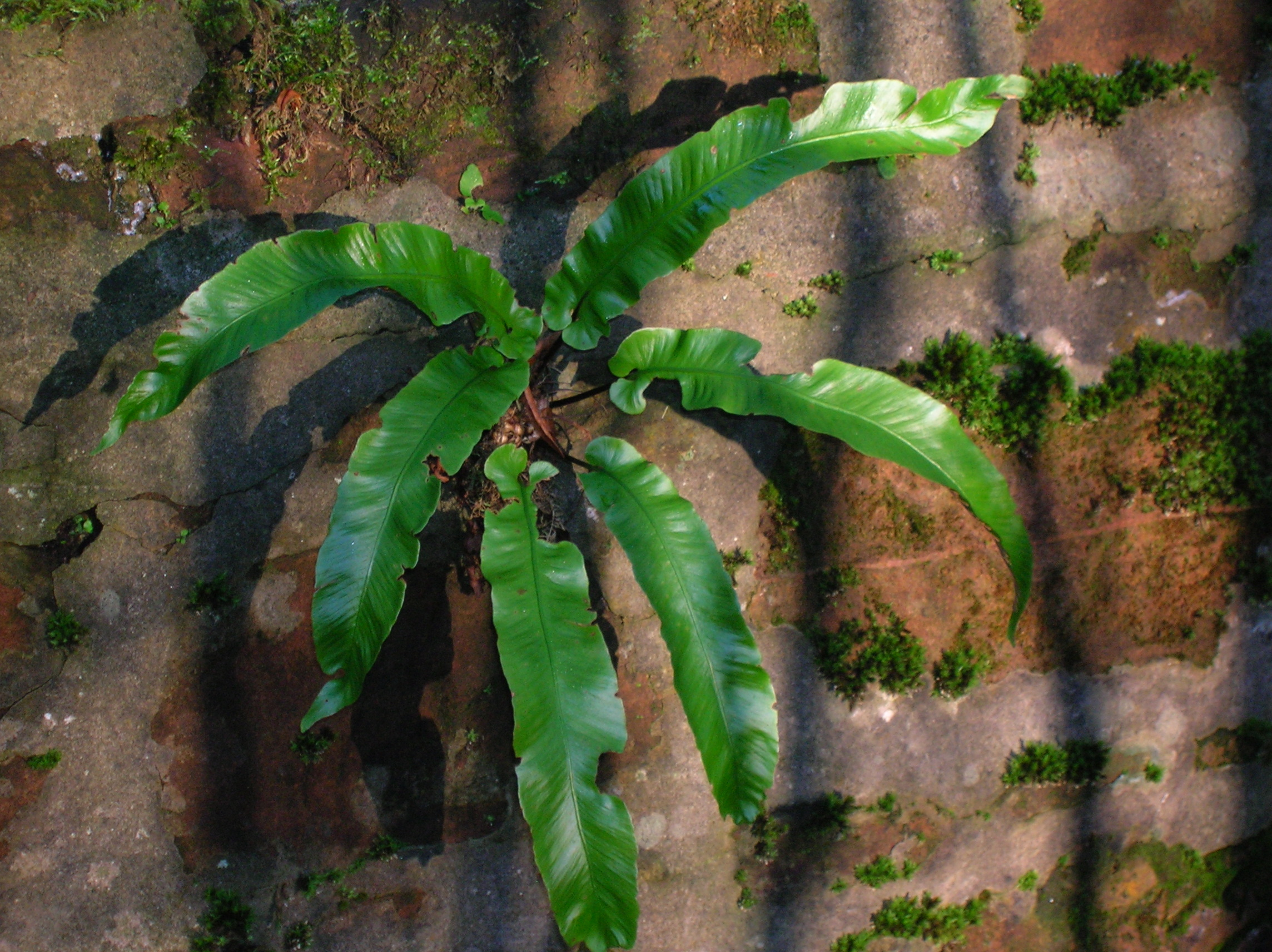
Um espécime num muro.
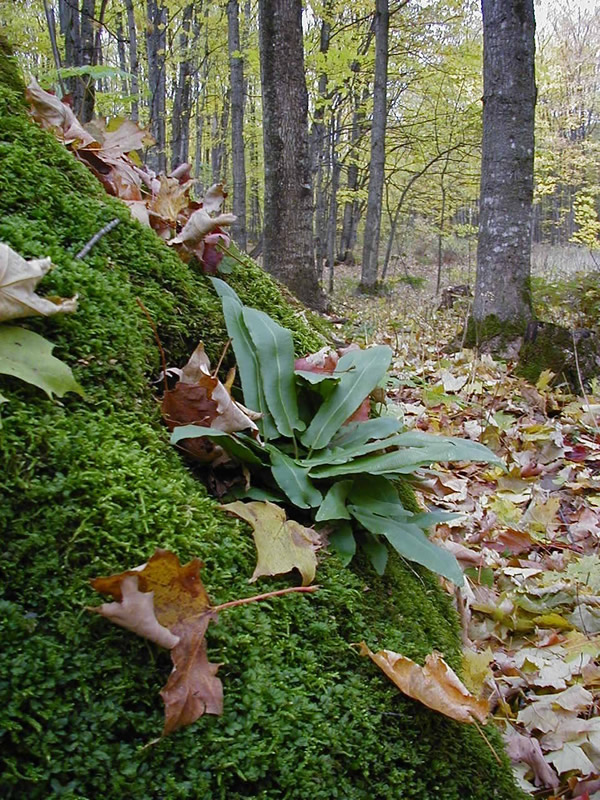
A variedade norte-americana.
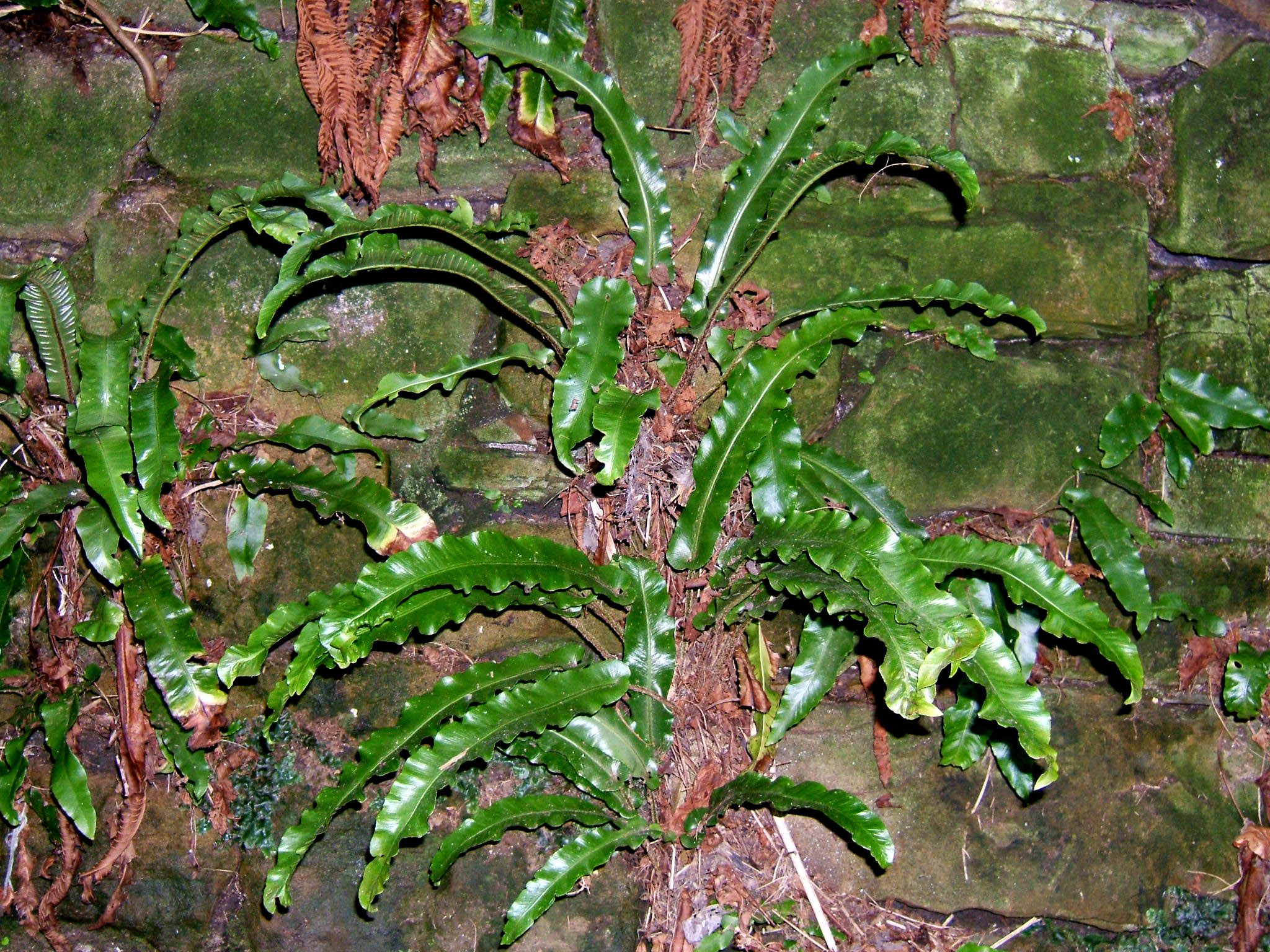
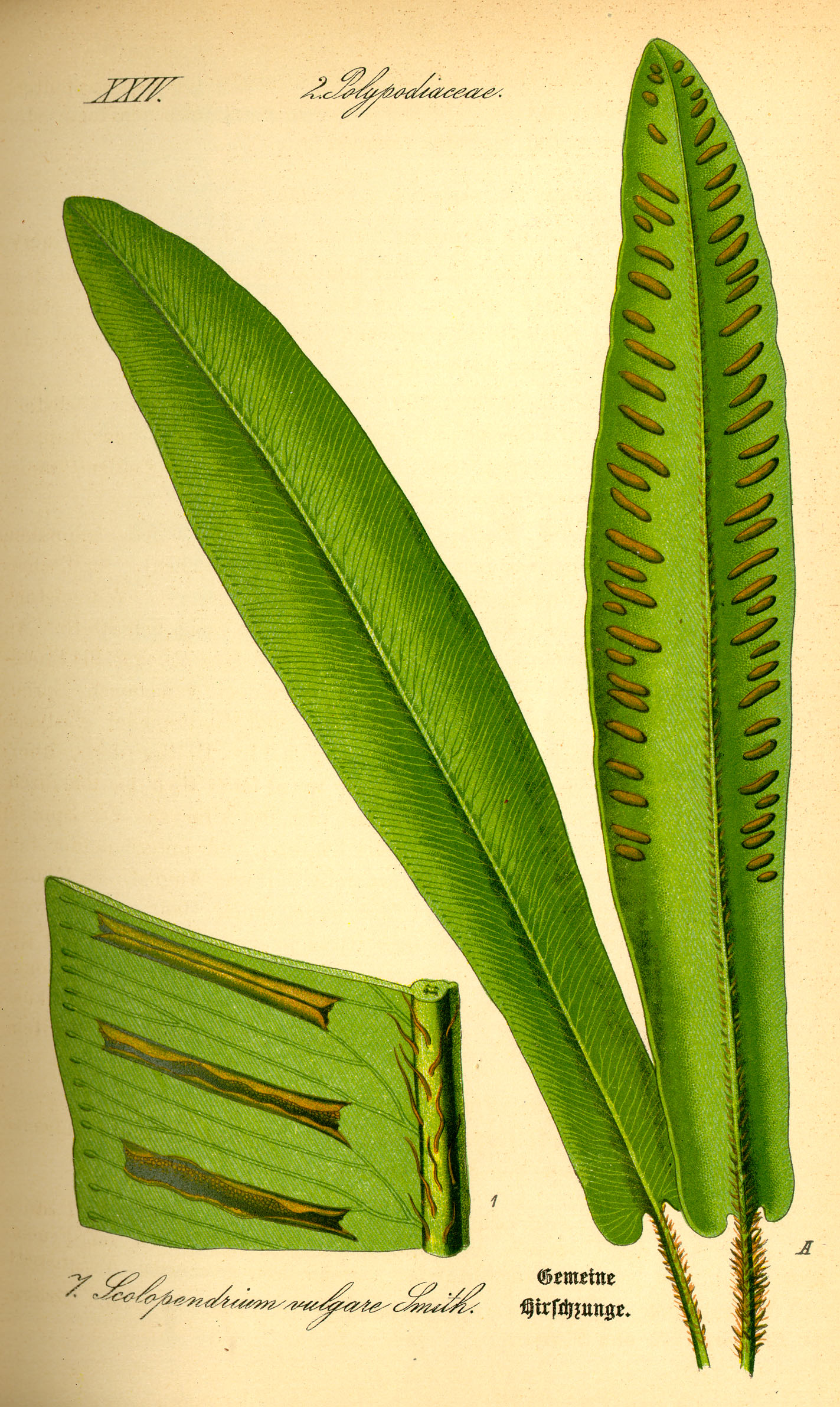
Ilustração científica de Asplenium scolopendrium.